# ماركو هوغر
ماركو هوغر (بالألمانية: Marco Höger) وهو لاعب كُرة قدم ألماني ولد في يوم 16 سبتمبر 1989 في مدينة كولن في ألمانيا الغربية يلعب في خط الوسط مع نادي شالكه 04 في الدوري الألماني مُنذ عام 2011، كما سبق له اللعب مع ألمانيا آخن وبايرن ليفركوزن وهوهنهاوس يبلغ طول هذا اللاعب 186 سم.

## وصلات خارجية
- ماركو هوغر على موقع قاعدة بيانات كرة القدم.إي يو (الإنجليزية)
- ماركو هوغر على موقع بيانات كرة القدم. دي إي (الألمانية)
- ماركو هوغر على موقع Soccerway.com (الإنجليزية)
- ماركو هوغر على موقع عالم كرة القدم.نت (الإنجليزية)
- ماركو هوغر على موقع AS.com (الإسبانية)